# Leichtathletik-Europameisterschaften 2016/5000 m der Frauen

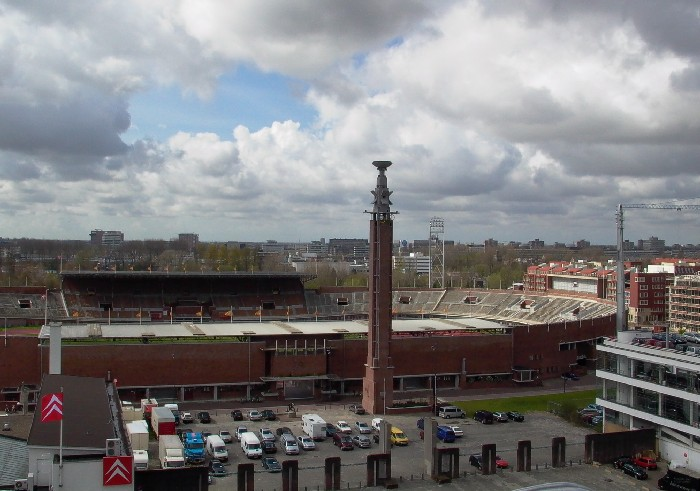
Das Olympiastadion in Amsterdam im Jahr 2005

Der 5000-Meter-Lauf der Frauen bei den Leichtathletik-Europameisterschaften 2016 wurde am 9. Juli 2016 im Olympiastadion der niederländischen Hauptstadt Amsterdam ausgetragen.
Europameisterin wurde die Türkin Yasemin Can, die nach ihrem Sieg über 10.000 Meter nun Doppeleuropameisterin war. Sie gewann vor der schwedischen Titelverteidigerin Meraf Bahta. Bronze ging an die Britin Stephanie Twell.

## Bestehende Rekorde
| Weltrekord           | 14:11,15 min | Tirunesh Dibaba    | Oslo, Norwegen        | 6. Juni 2008   |
| Europarekord         | 14:23,75 min | Lilija Schobuchowa | Kasan, Russland       | 19. Juli 2008  |
| Meisterschaftsrekord | 14:54,44 min | Elvan Abeylegesse  | EM Barcelona, Spanien | 1. August 2010 |

Der bestehende EM-Rekord wurde bei diesen Europameisterschaften nicht erreicht. Mit ihrer Siegzeit von 15:18,15 min blieb die türkische Europameisterin Yasemin Can 23,71 s über dem Rekord. Zum Europarekord fehlten ihr 54,40 s, zum Weltrekord 1:07,00 min.

## Durchführung
Bei nur zwölf Teilnehmerinnen gab es keine Vorläufe, alle Läuferinnen bestritten gemeinsam das Finale.

## Legende
Kurze Übersicht zur Bedeutung der Symbolik – so üblicherweise auch in sonstigen Veröffentlichungen verwendet:
| DNF | Wettkampf nicht beendet (did not finish) |
| DNS | nicht am Start (did not start)           |

## Resultat

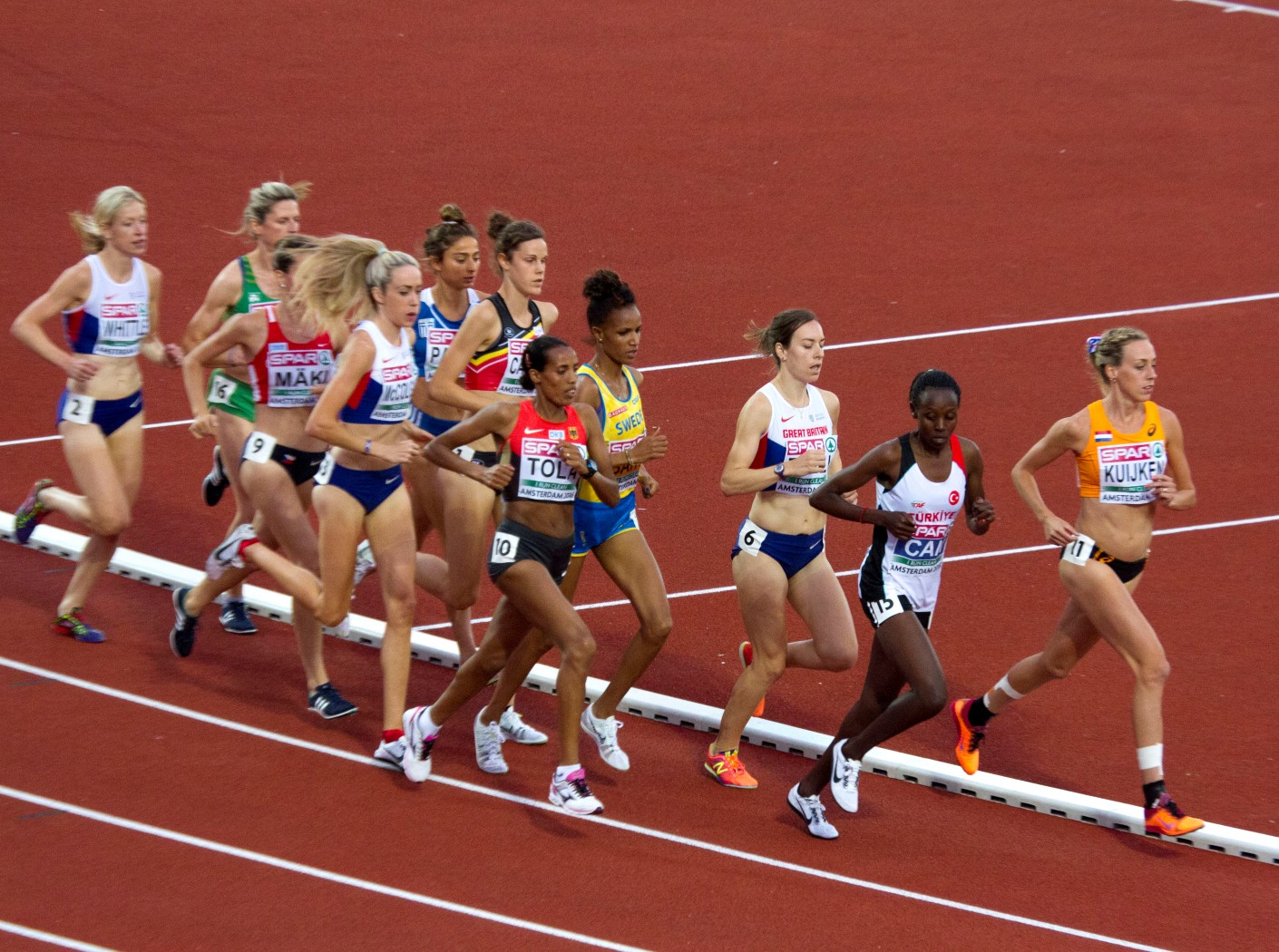
Das Feld der 5000-Meter-Läuferinnen auf der Strecke

9. Juli 2016, 21:05 Uhr
| Platz | Name                      | Nation         | Zeit (min) |
| ----- | ------------------------- | -------------- | ---------- |
| 1     | Yasemin Can               | Türkei         | 15:18,15   |
| 2     | Meraf Bahta               | Schweden       | 15:20,54   |
| 3     | Stephanie Twell           | Großbritannien | 15:20,70   |
| 4     | Susan Kuijken             | Niederlande    | 15:23,87   |
| 5     | Laura Whittle             | Großbritannien | 15:24,18   |
| 6     | Eilish McColgan           | Großbritannien | 15:28,53   |
| 7     | Louise Carton             | Belgien        | 15:42,79   |
| 8     | Fate Tola Geleto          | Deutschland    | 15:44,30   |
| 9     | Kristiina Mäki            | Finnland       | 15:52,80   |
| 10    | Deirdre Byrne             | Irland         | 15:53,67   |
| 11    | Alexi Pappas              | Griechenland   | 15:56,75   |
| DNF   | Maren Kock                | Deutschland    |            |
| DNS   | Mary Cullen               | Irland         |            |
| DNS   | Trihas Gebre              | Spanien        |            |
| DNS   | Karoline Bjerkeli Grøvdal | Norwegen       |            |
| DNS   | Maureen Koster            | Niederlande    |            |

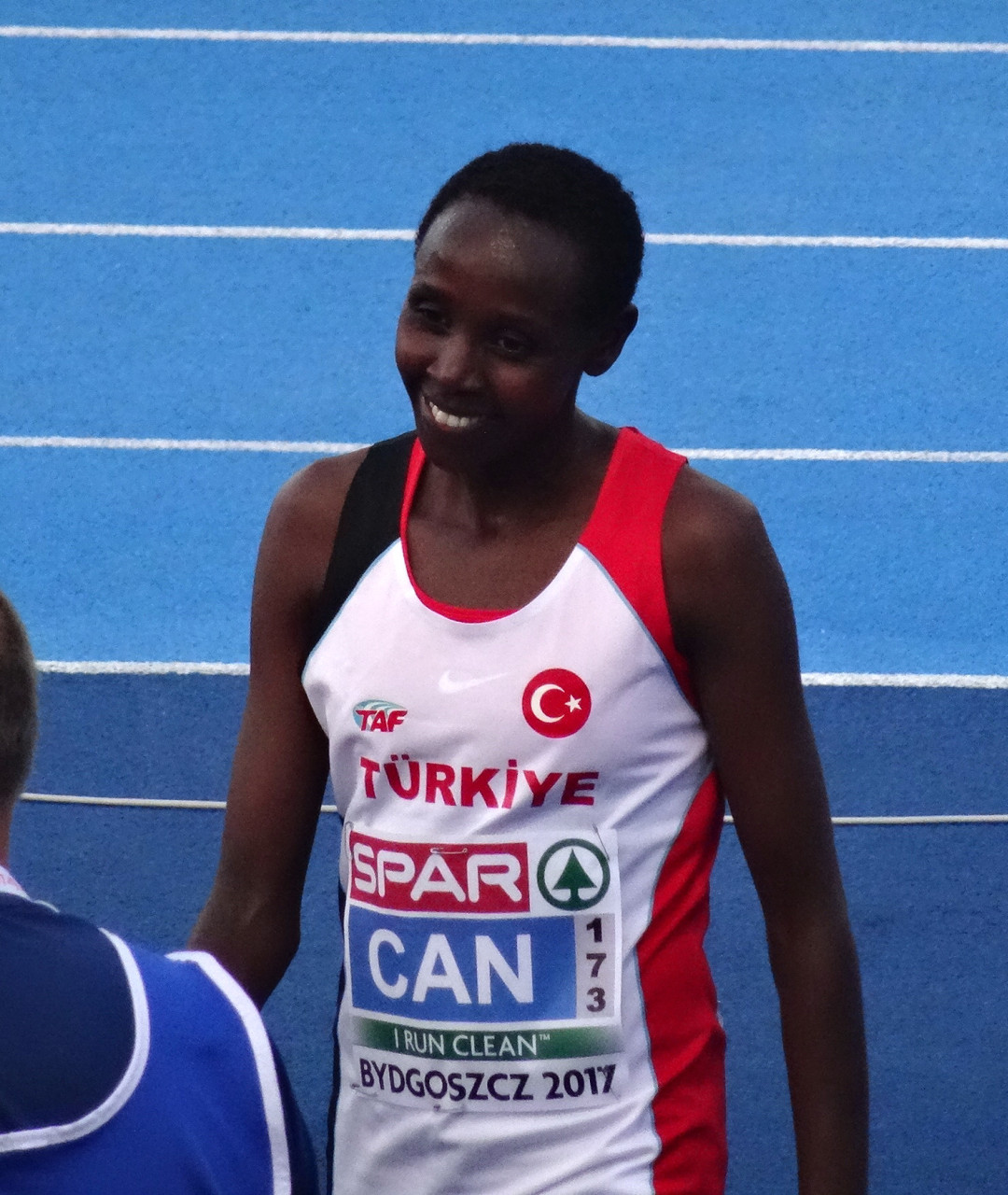
Europameisterin Yasemin Can errang nach ihrem Erfolg drei Tage zuvor über 10.000 Meter bereits ihren zweiten Titel
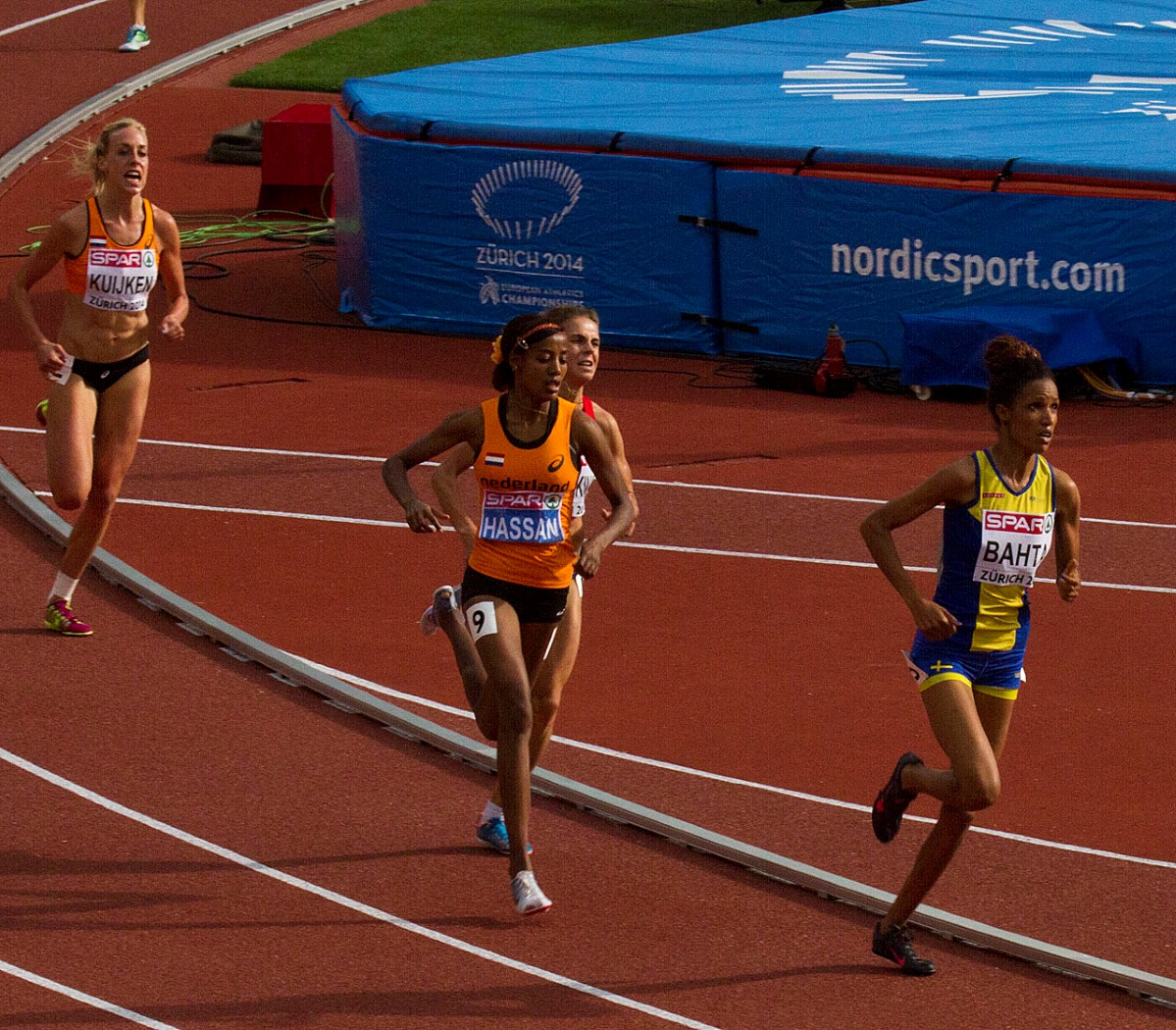
Vizeeuropameisterin Meraf Bahta – hier als Führende im 5000-Meter-Finale 2014, als sie Europameisterin wurde
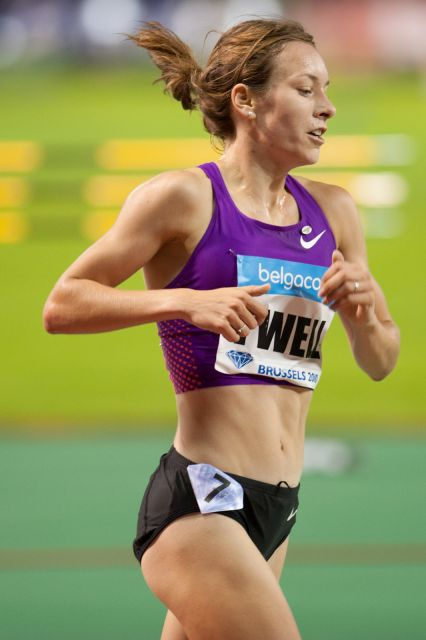
Bronzemedaillengewinnerin Stephanie Twell

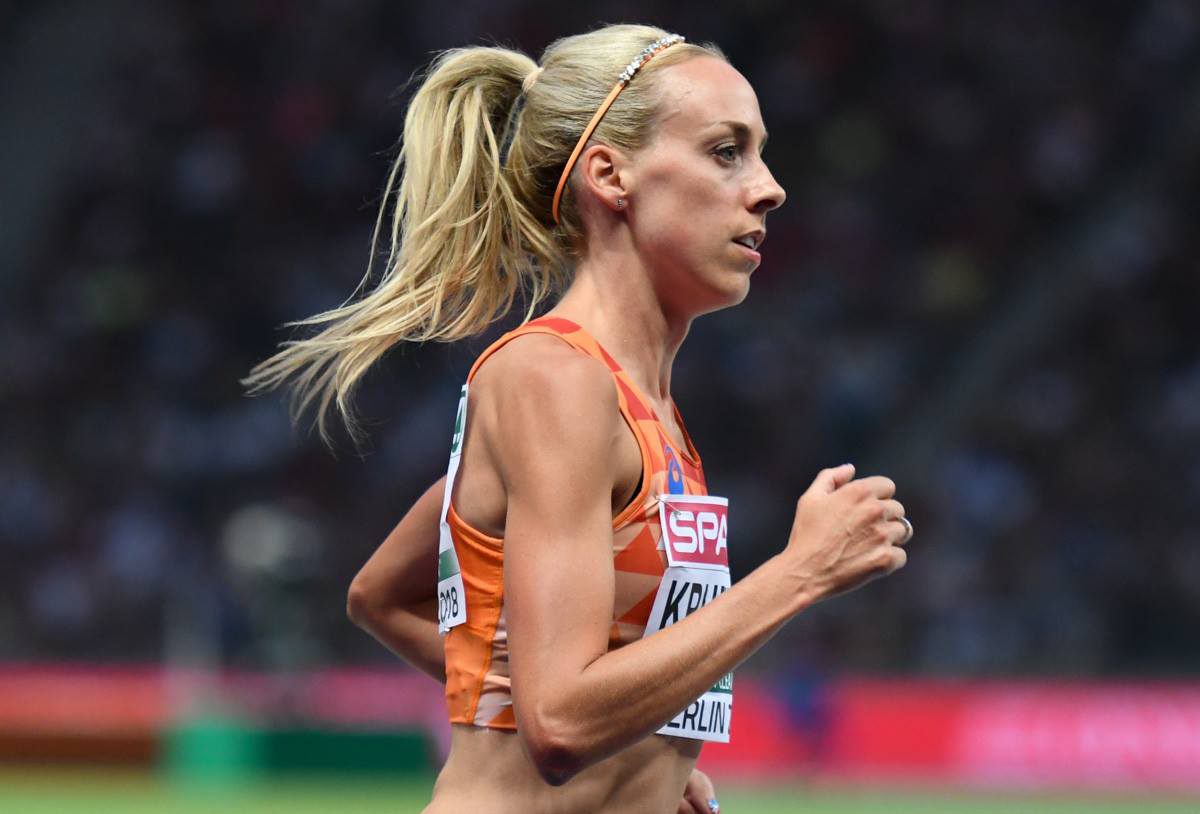
Susan Kuijken, spätere Susan Krumins, belegte Rang vier – zwei Jahre zuvor hatte sie Bronze errungen
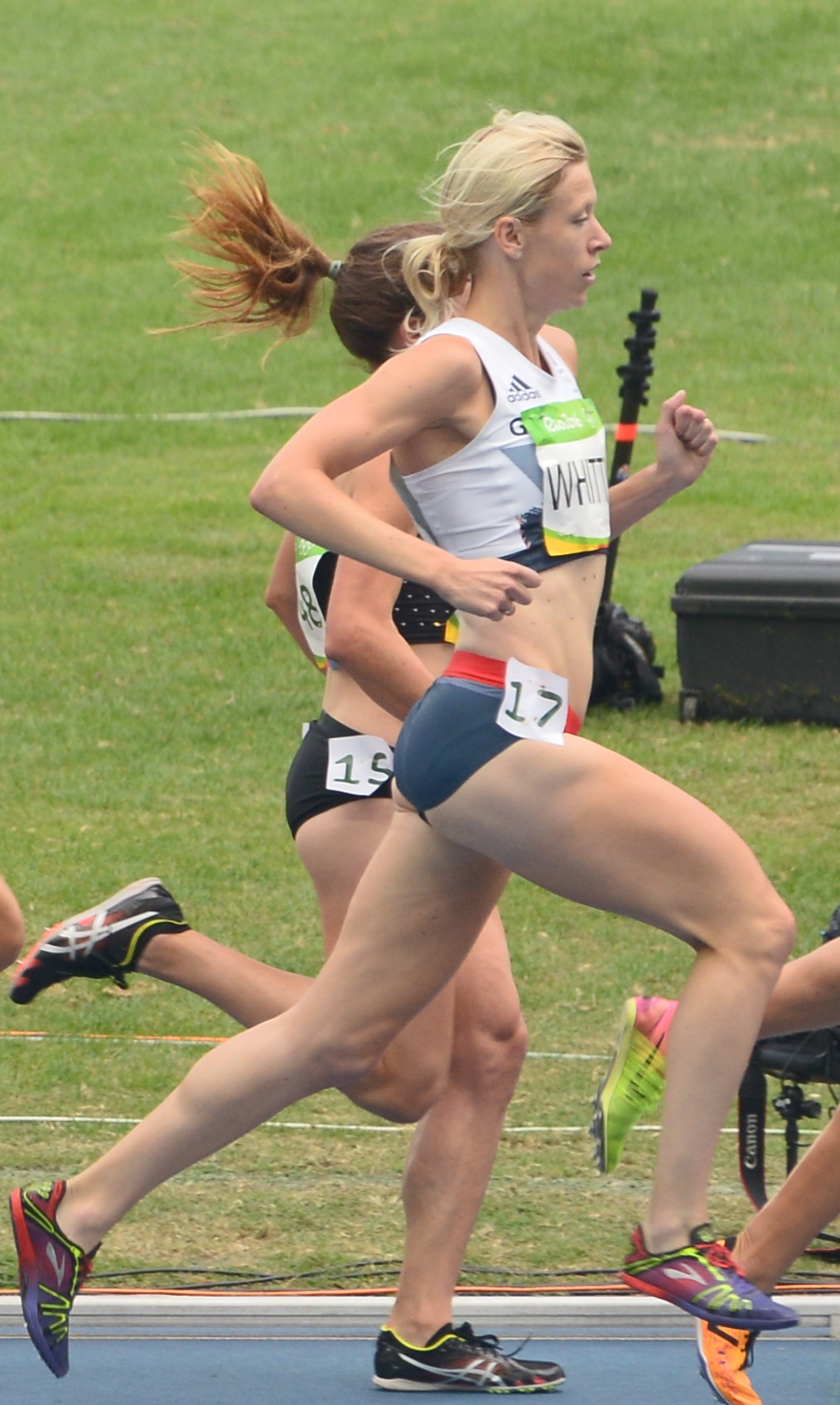
Laura Whittle wurde Fünfte
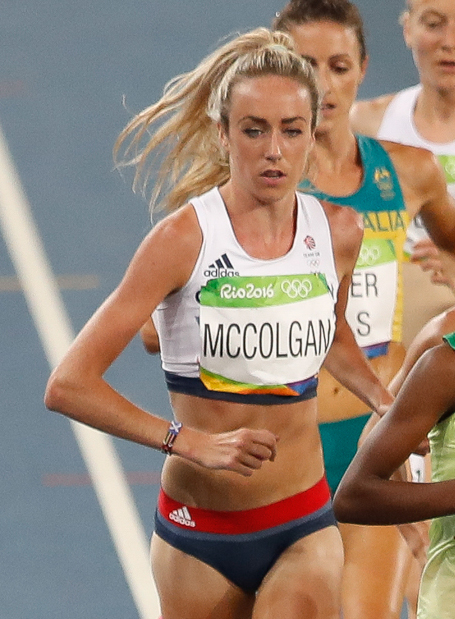
Eilish McColgan erreichte Platz sechs – 2018 EM-Zweite
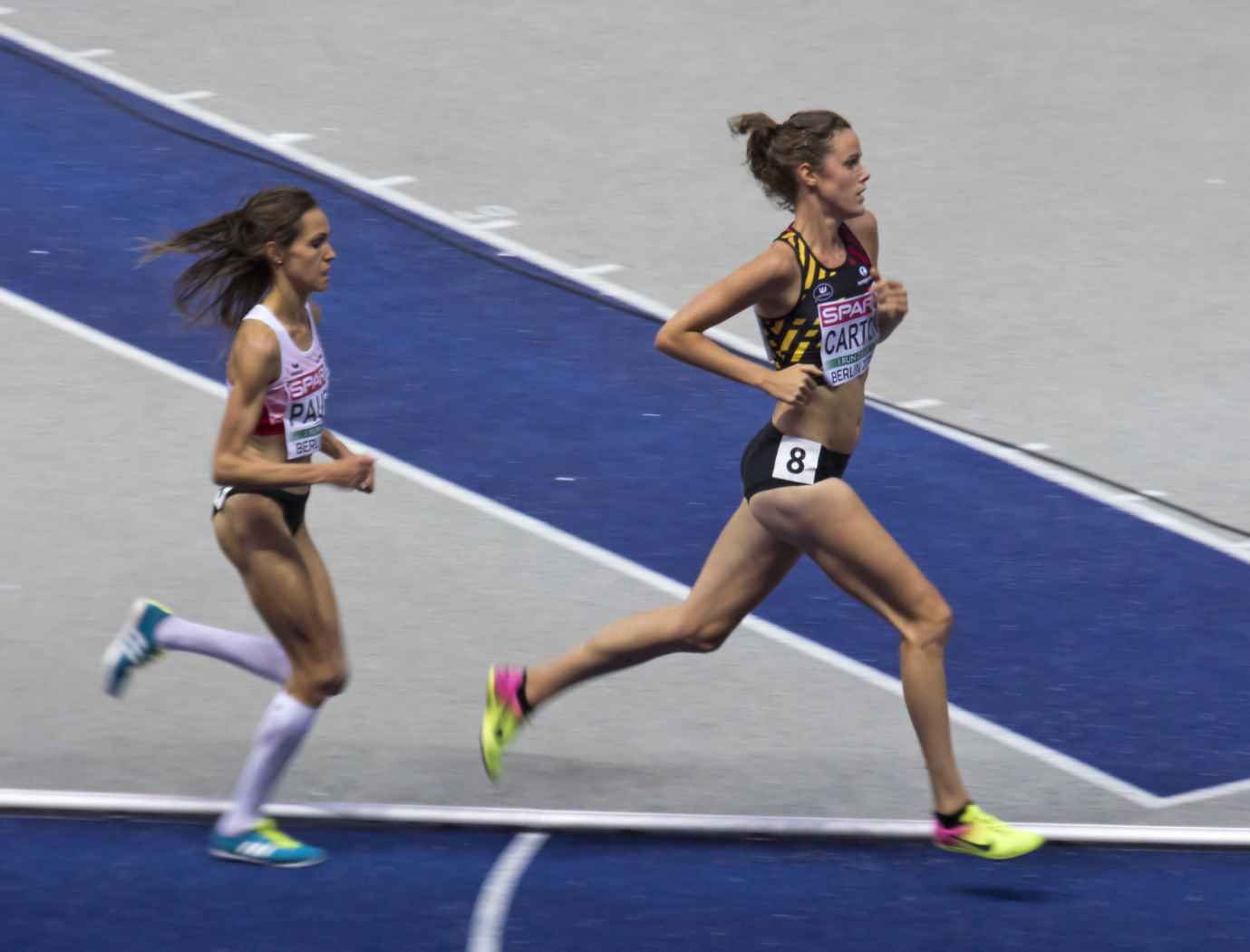
Louise Carton (rechts) kam auf den siebten Platz

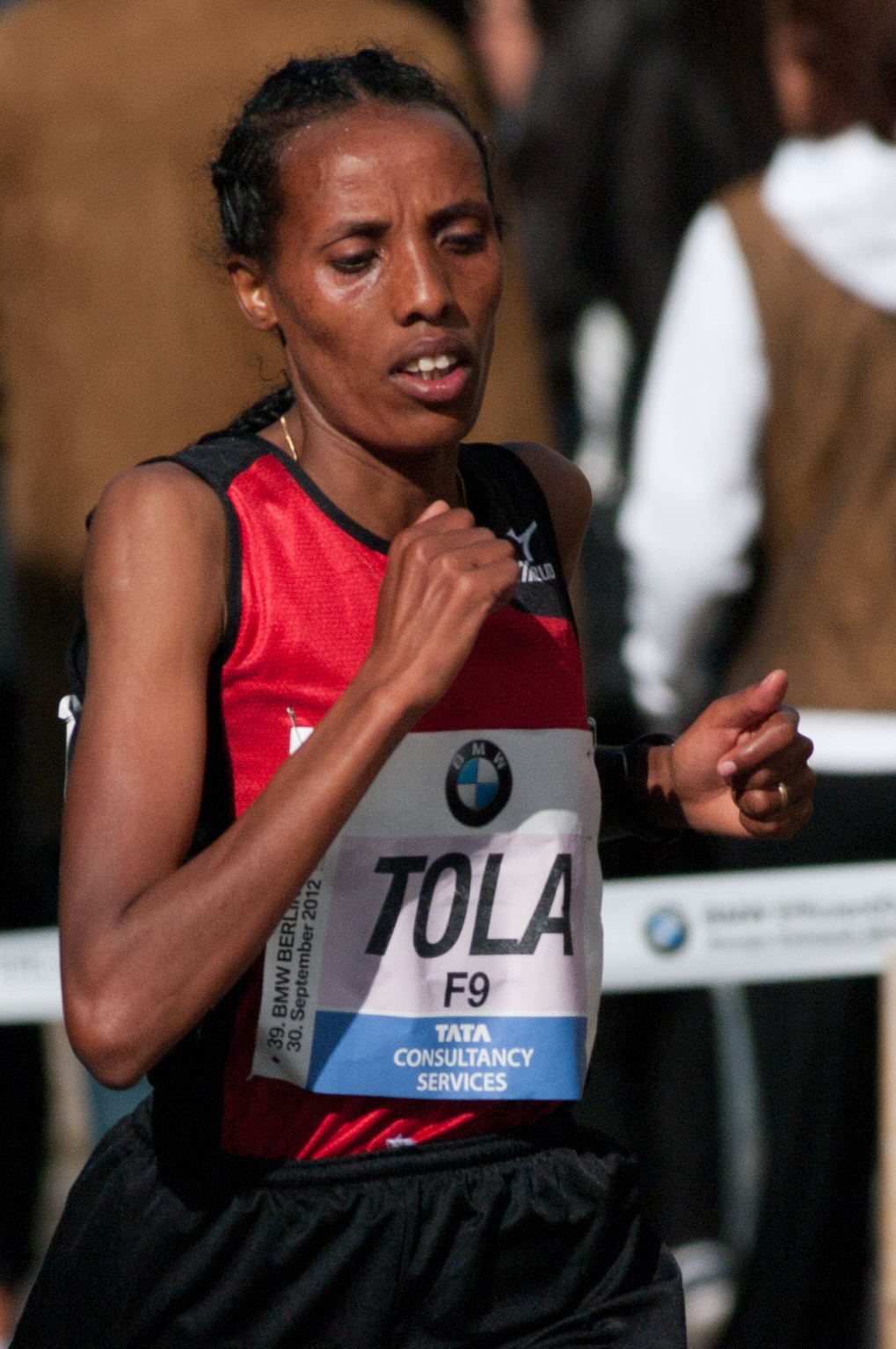
Die achtplatzierte Fate Tola Geleto
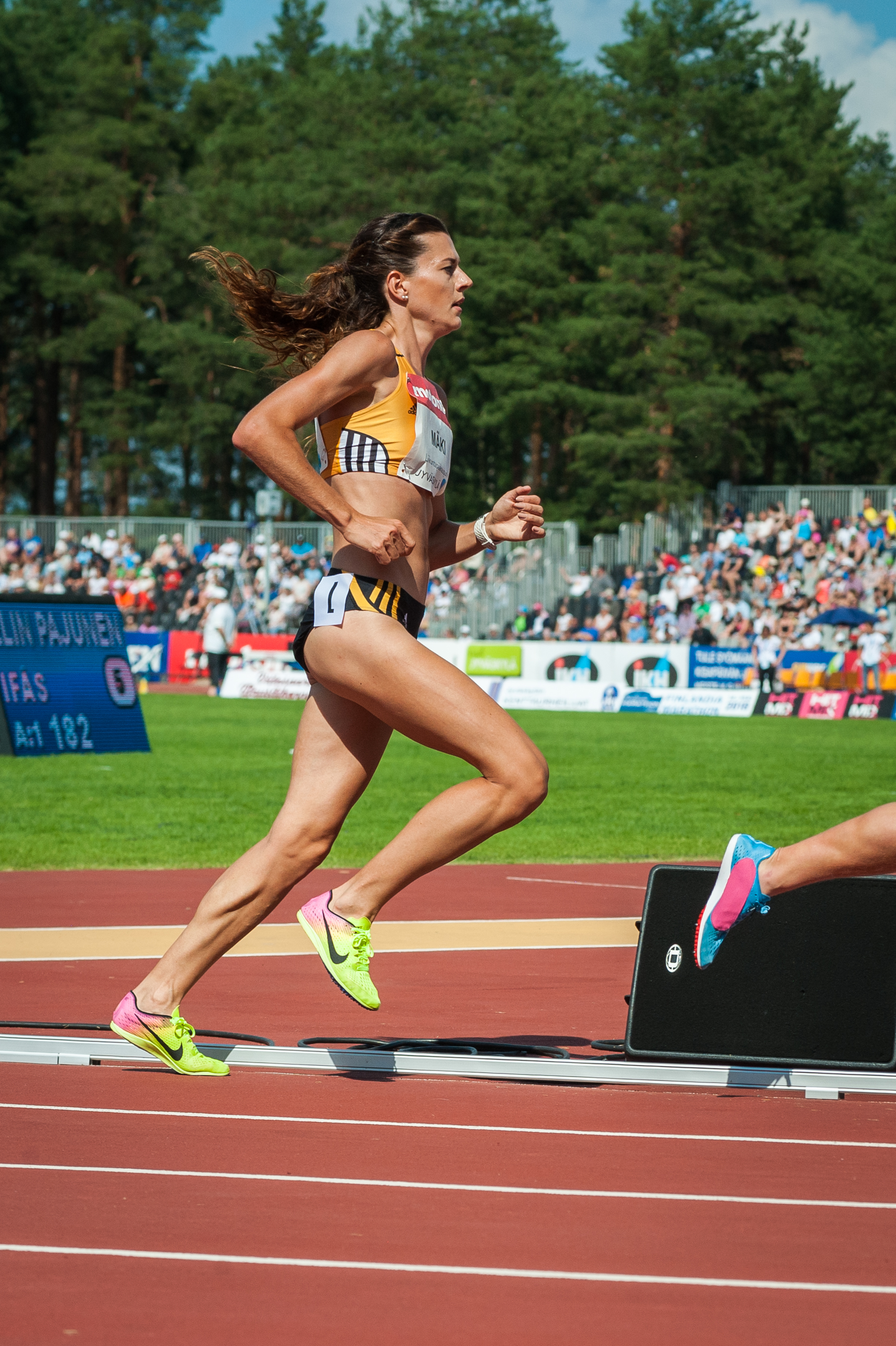
Rang neun für Kristiina Mäki
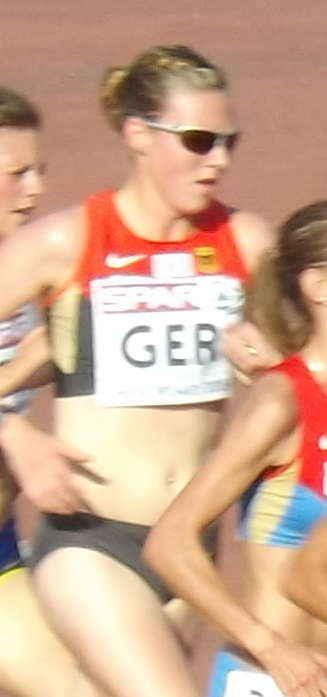
Maren Kock, spätere Maren Orth, erreichte nicht das Ziel – am kommenden Tag wurde sie Sechste über 1500 Meter

## Videolink
- 5000m Women's Final - European Athletics Championships 2016, youtube.com, abgerufen am 22. März 2023